# Усть-Курдюм
Усть-Курдюм — село в Саратовском районе Саратовской области России. С 1 января 2022 года входит в состав городского округа Саратова.
Уже в первом тысячелетии нашей эры эти прибрежные волжские берега в окрестностях села Усть-Курдюм были освоены людьми. Это доказывают артефакты болгар и хазар найденные в этих местах. Примерно в последней четверти XVIII века и образовалась русская деревня Усть-Курдюм. В этом месте речка Курдюм впадает в Волгу. С 1670-х годов этот берег был известен как Стенькин городок (городище, тырлище) — согласно преданию, здесь находилась стоянка Степана Разина.
Усть-Курдюм в начале XIX века был крошечной деревенькой всего в пару дворов. Современная северная окраина Усть-Курдюма — это бывшая деревня Бажановка (Еремеевка), которая тогда ещё была небольшим владельческим хутором с мельницей. Сейчас это единый населённый пункт.
С коллективизацией в Усть-Курдюме был создан совхоз «Сигнал революции». В 1935 году в нескольких зданиях открылась школа. В 1942 году работники колхоза организовали сбор средств на строительство самолёта, идея удалась, нормы по сбору урожая были перевыполнены.
В 1954 году этот населённый пункт лично посетил первый секретарь ЦК КПСС  Никита Сергеевич Хрущёв. Он был удовлетворён визитом в село и организацией сельскохозяйственных работ в колхозе имени Фрунзе. На просьбу жителей построить школу, положительно решил вопрос и в 1956 году здание школы приняло первых учеников.
В 1990-е годы на базе колхоза было создано крупное фермерское хозяйство «Аграрник». В 1997 году в селе проживали 1334 человека.

## Физико-географическая характеристика
Село расположено на севере Саратовского района, на берегах реки Волга, в устье реки Курдюм. Расстояние до областного центра составляет 12 км. С областным центром село связано автодорогой с твёрдым покрытием, налажено регулярное автобусное сообщение. В 4 километрах от села, между оврагами Сплавной и Безымянный, находится площадка Усть-Курдюмского городища, являющаяся ценным историческим памятником.
Климат
Климат умеренно-холодный. Наблюдается значительное количество осадков, даже в самый засушливый месяц (согласно классификации климатов Кёппена — Dfa). Среднегодовая температура в селе Усть-Курдюм — 6,7 °C. Среднегодовая норма осадков — 446 mm. Наименьшее количество осадков выпадает в марте и составляет 26 mm. Наибольшее количество осадков выпадает в августе, в среднем 44 mm.
| Показатель                                     | Янв. | Фев. | Март | Апр. | Май | Июнь | Июль | Авг. | Сен. | Окт. | Нояб. | Дек. | Год |
| ---------------------------------------------- | ---- | ---- | ---- | ---- | --- | ---- | ---- | ---- | ---- | ---- | ----- | ---- | --- |
| Средняя температура, °C                        | −9,9 | −9,4 | −3,7 | 8,5  | 16  | 20,6 | 22,8 | 21   | 14,9 | 6,8  | −1,2  | −6,6 | 6,7 |
| Норма осадков, мм                              | 41   | 28   | 26   | 26   | 36  | 42   | 43   | 44   | 40   | 35   | 43    | 42   | 446 |
| Источник: Климат Усть-Курдюм (норма 1982-2012) |      |      |      |      |     |      |      |      |      |      |       |      |     |

Часовой пояс
село Усть-Курдюм, как и вся Саратовская область, находится в часовой зоне МСК+1. Смещение применяемого времени относительно UTC составляет +4:00.
Уличная сеть
В Усть-Курдюме шестьдесят три улицы, одно шоссе, четыре переулка и три проезда. Также к селу относятся территории 66 садово некоммерческих товарищества и территории турбазы Волга, микрорайона Тихий уголок и пансионата Заря.

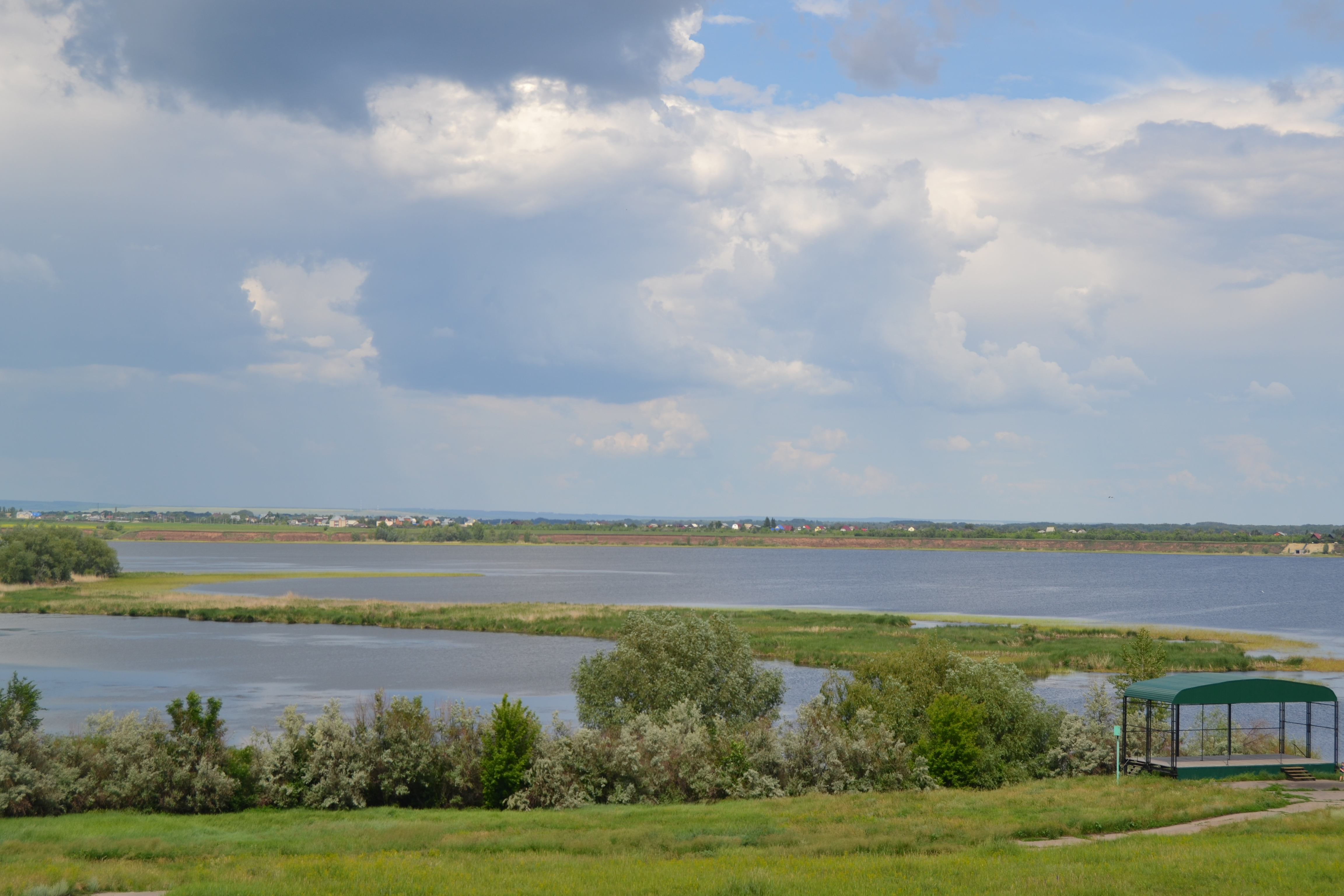
Усть-Курдюмский залив

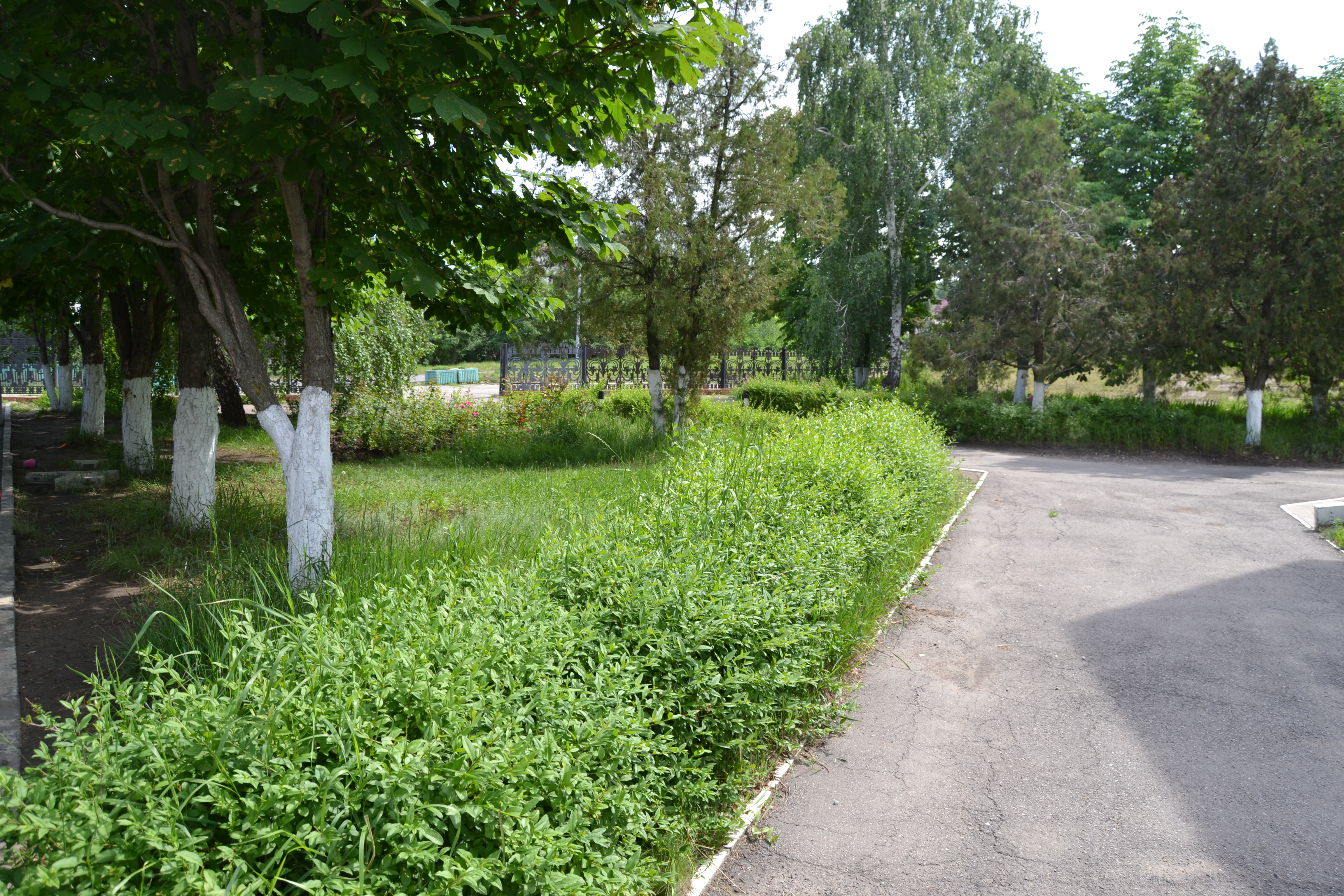
Аллея

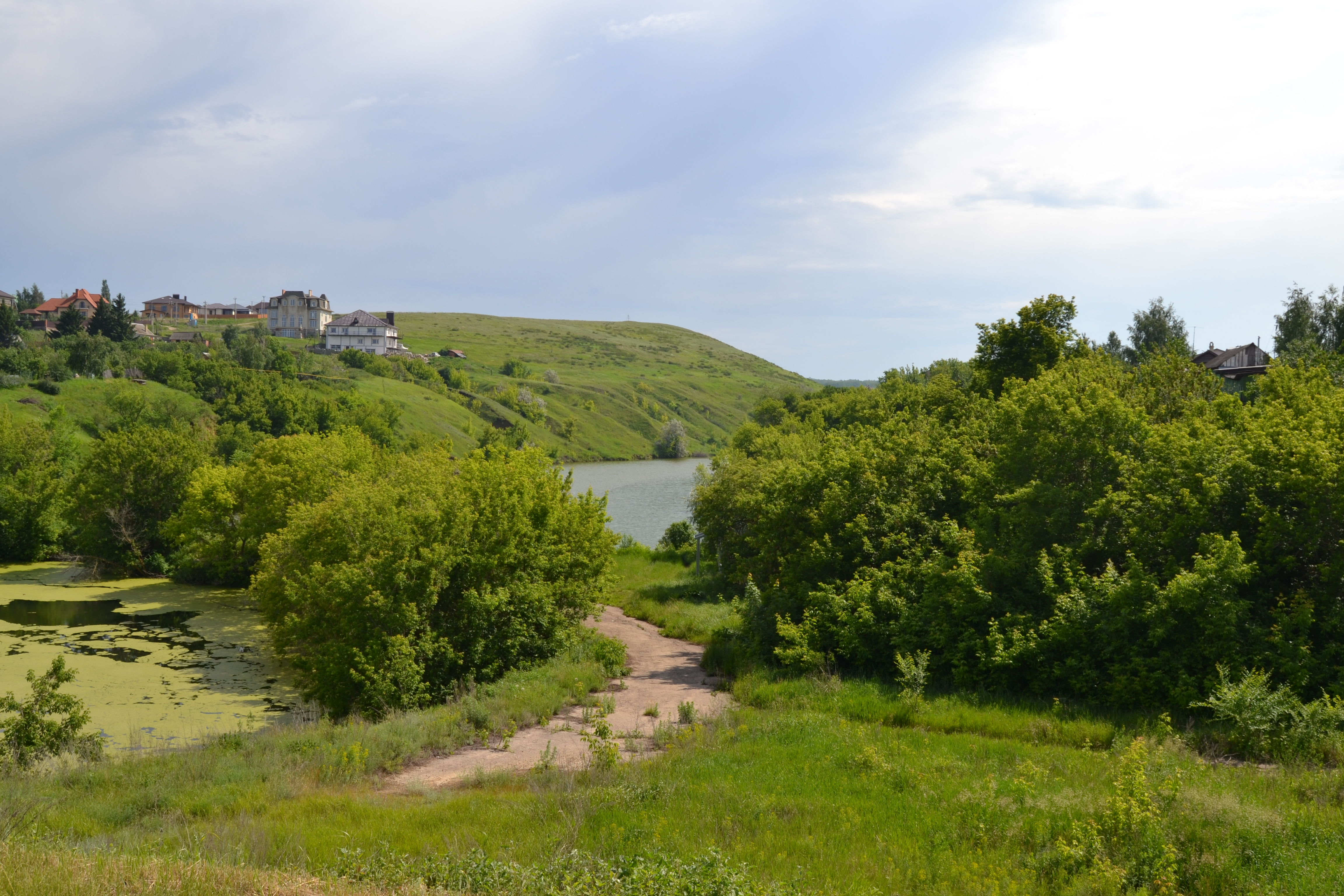
Пруд в селе

## Население
| 2002 | 2010  |
| ---- | ----- |
| 1462 | ↗1898 |

На 1 января 2019 года в селе проживали 1918 человека, насчитывалось 587 дворов.

## Экономика
Село является одним из немногих в области растущих и развивающихся. Многие жители Саратов приобрели здесь земельные участки и выстроили загородные жилые дома. В границах населённого пункта разместили свои территории несколько коттеджных посёлков: «Курдюмский пляж», «Тихий уголок», «Волжский прайд».
В Усть-Курдюме работают десять предприятий розничной торговли и два предприятия общественного питания.

## Инфраструктура

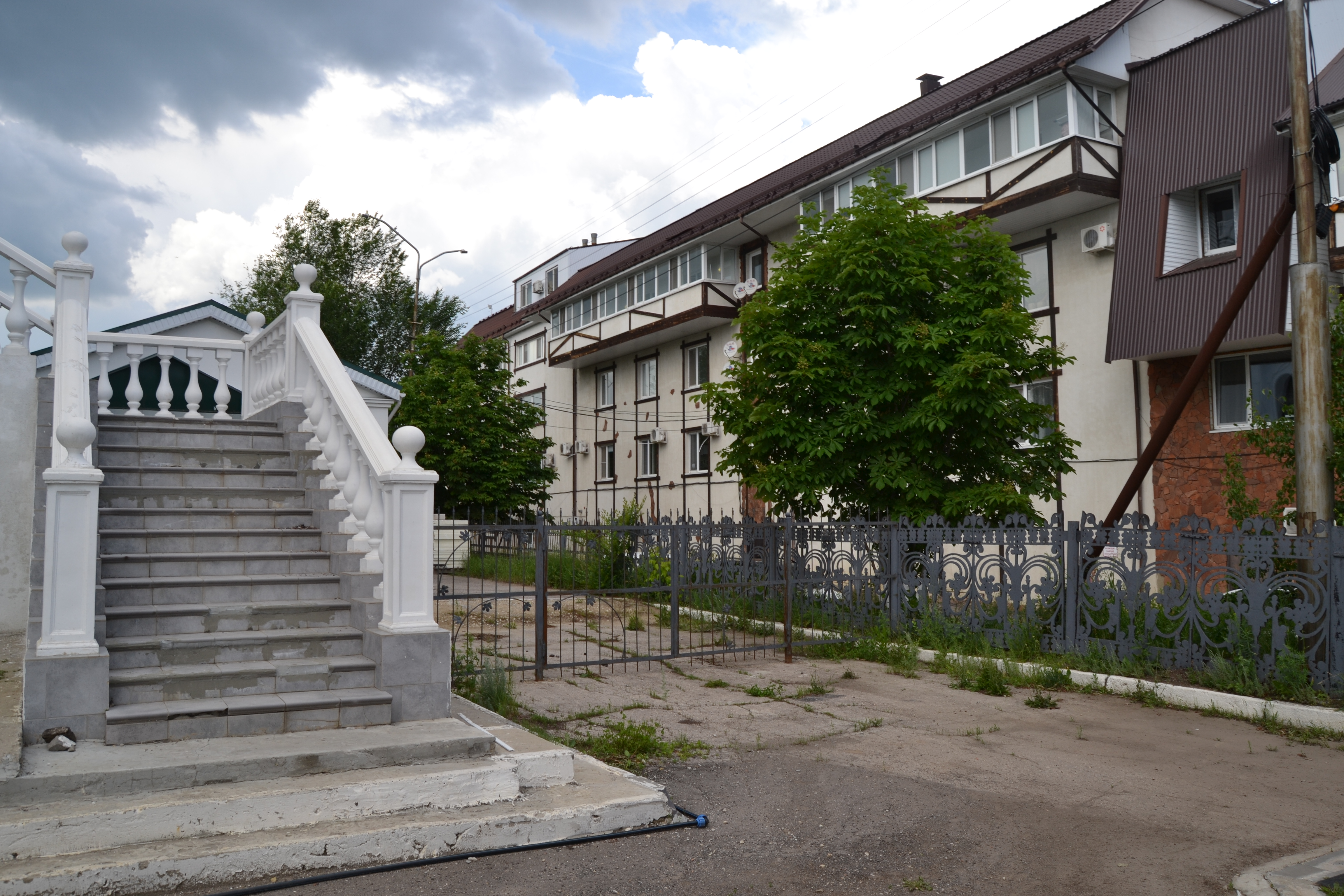
Парк-отель

На территории села осуществляют свою деятельность:
- общеобразовательная школа;
- детский сад «Теремок»;
- дом культуры;
- библиотека, в которой размещены 11094 экземпляров книг, оформлена подписка на 20 наименований периодических изданий. Услугами учреждения пользуются 500 человек[11];
- филиал детской школы искусств;
- лечебный стационар и амбулатория.

Работают отделение почты и Сбербанка.
В 2014 году была введена в эксплуатацию водоочистная станция, мощностью 2500 м³. в сутки. Для нужд села очищается и подаётся населению вода из Волги.
На берегу Волги в селе Усть-Курдюме расположены пляжи, яхт-клуб и целый ряд турбаз и пансионатов: «Скала», «Ласточка», «Заря», «Восход», «Энергия».

## Достопримечательности

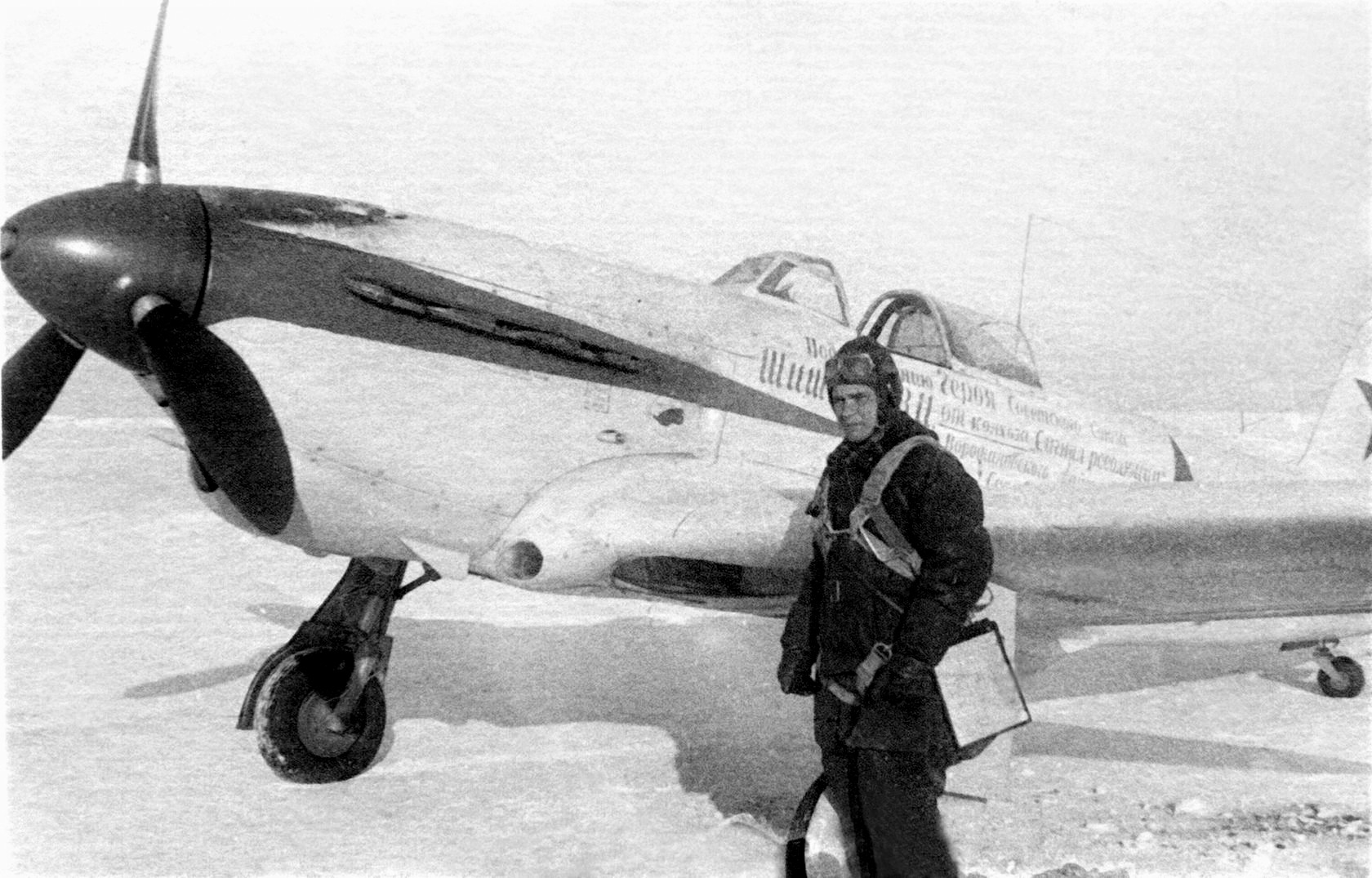
Именной самолёт Як-1. Надпись на фюзеляже самолёта «Подразделению Героя Советского Союза Шишкина В. И. от колхоза „Сигнал Революции“ Ворошиловского района Саратовской области». На фото Командующий 16-й воздушной армией генерал-лейтенант С. И. Руденко

- На площади перед домом культуры, в центре села, установлен скульптурный памятник в память об односельчанах, погибших в боях Великой Отечественной войны.
- Парк первой учительницы. Был открыт 17 сентября 2001 года на месте старого пустыря. Здесь благоустроили аллею, высадили около 1000 деревьев, соорудили фонтан и оформили территорию в греческом стиле с колоннами и арками. Установлены мемориалы в честь заслуженных учителей области и отдельная Народному учителю СССР В. А. Александровой. Позже здесь были размещены бюсты писателей, которые до реконструкции находились в парке Липки, в Саратове[12][13].
- Одно из красивейших сооружений — Мечеть «Амина» была выстроена в северной части населённого пункта. Массивное здание с высоким многоярусным минаретом было построено в начале 2000-х годов[14].
- Новый православный Вознесенско-Пантелеимоновский храм украшает центральную площадь села. В 2012 году завершены работы по росписи храма, установлен иконостас[15].
- Зосимовский пруд — отличное место для отдыха на природе и рыбалки[16].

## События

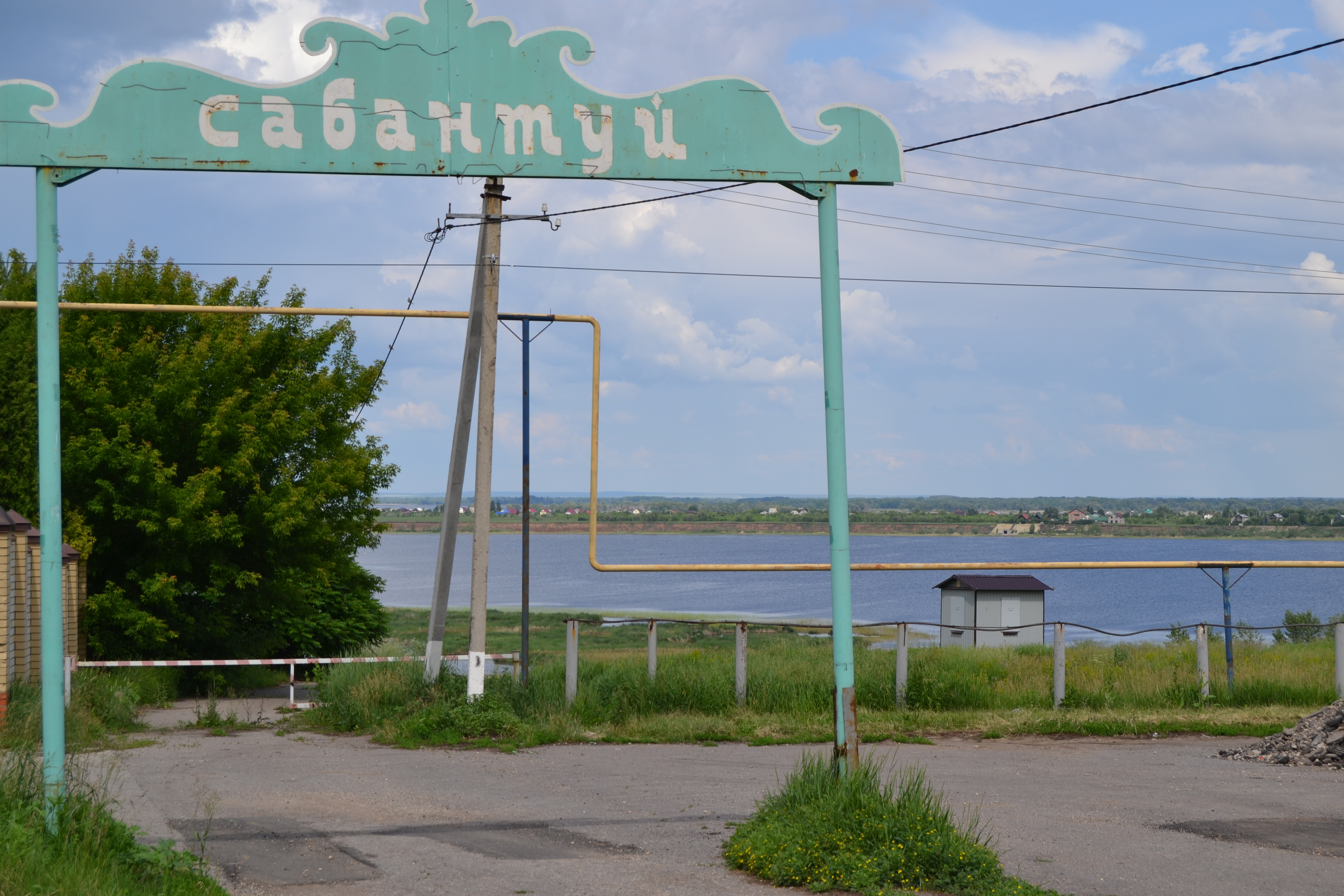
Место празднования Сабантуй

- Ежегодно село Усть-Курдюм становится местом празднования тюркского праздника плуга и дружбы «Сабантуй», знаменующий окончание полевых работ. Это событие регионального масштаба с приглашением и участием почётных гостей. Праздник привлекает внимание многих жителей Саратовской и соседних областей.
- Во время войны труженики колхоза «Сигнал революции» Ворошиловского района (ныне село Усть-Курдюм Саратовского района) Саратовской области) собрали денежные средства и построили именной самолёт для Героя Советского Союза Шишкина Василия Ивановича. Этот самолёт Як-1 был передан в 581-й истребительный авиационный полк 7 ноября 1942 года. Вскоре полк за образцовое выполнение боевых задач и проявленные при этом мужество и героизм был преобразован в 55-й гвардейский истребительный авиационный полк. На этом самолёте Шишкин летал до конца 1943 года и сбил 12 вражеских самолётов, участвовал в двух переломных битвах войны — Сталинградской и Курской, воевал на 1-м Белорусском фронте. После Курской битвы полк был перевооружён на самолёты Белл П-39 «Аэрокобра», а именной Як-1 был передан в другой полк. Самолёт дослужил до конца войны и был отправлен в Саратовский музей[17] и поставлен в сарай, где был разграблен неизвестными. 25 ноября 1955 года самолёт списан и снят с учёта фондов музея[18]. Сейчас от самолёта остался киль, который выставлен в экспозиции музея.

## Фотогалерея

### Село на фотографиях

Виды села
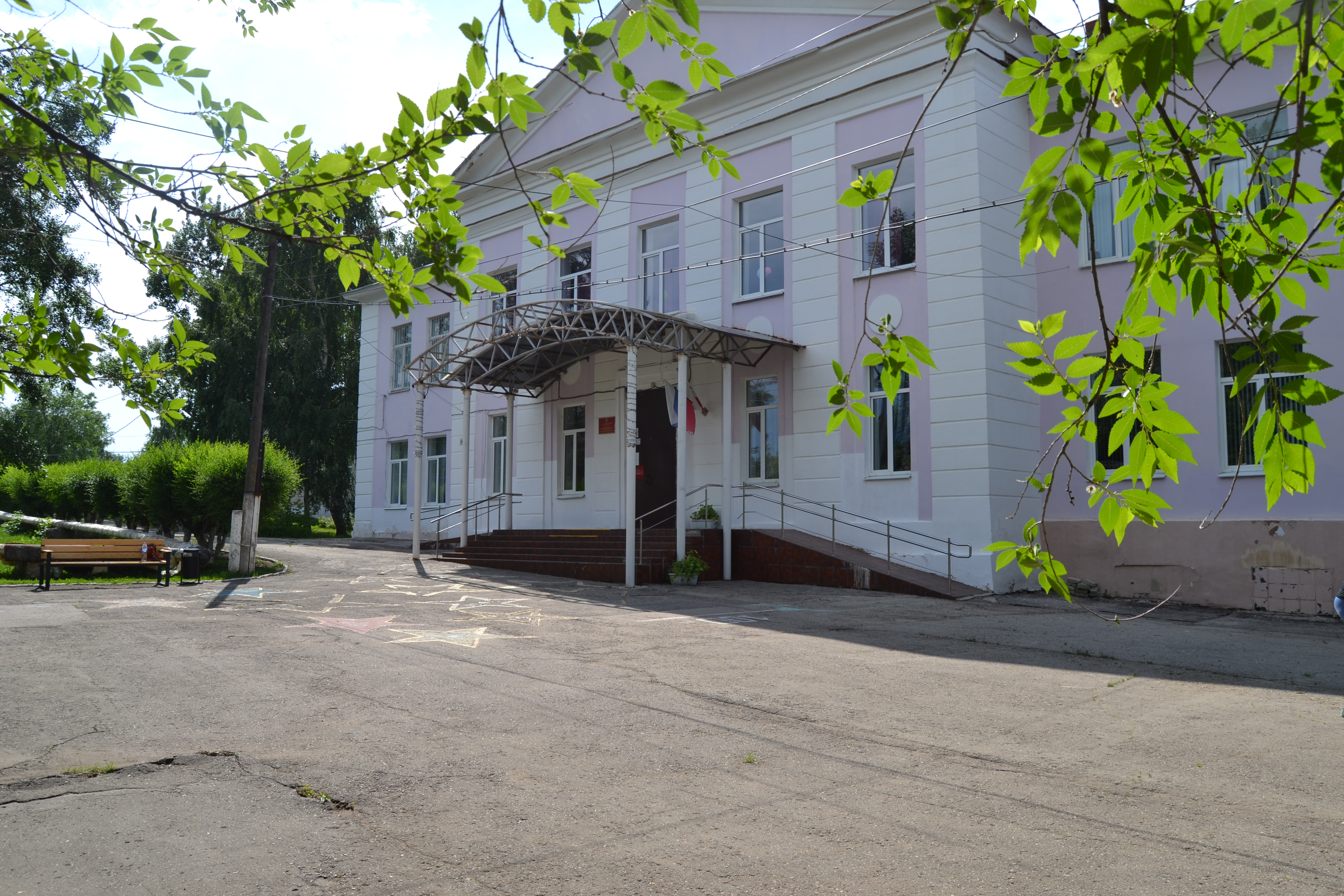
Школа
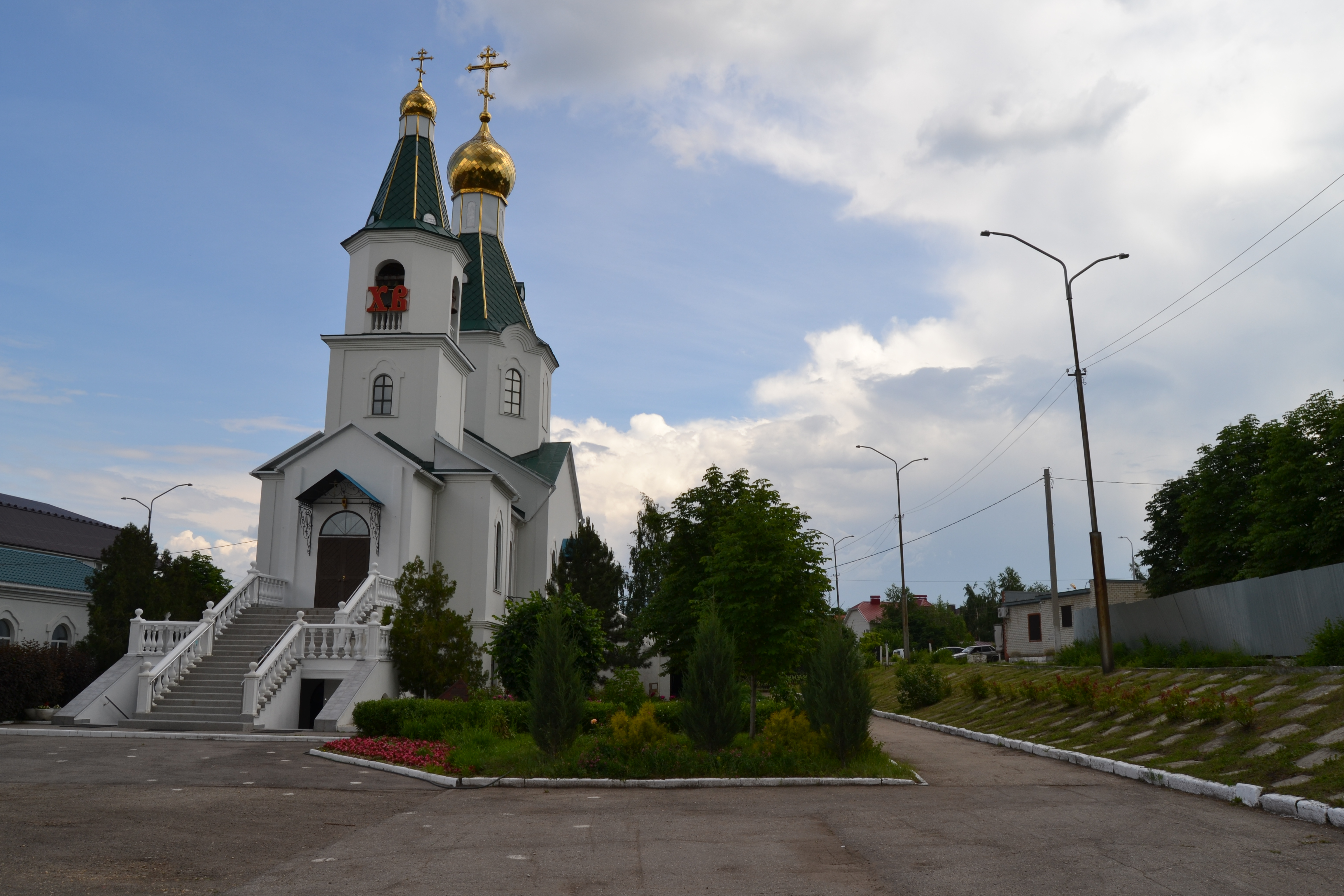
Храм
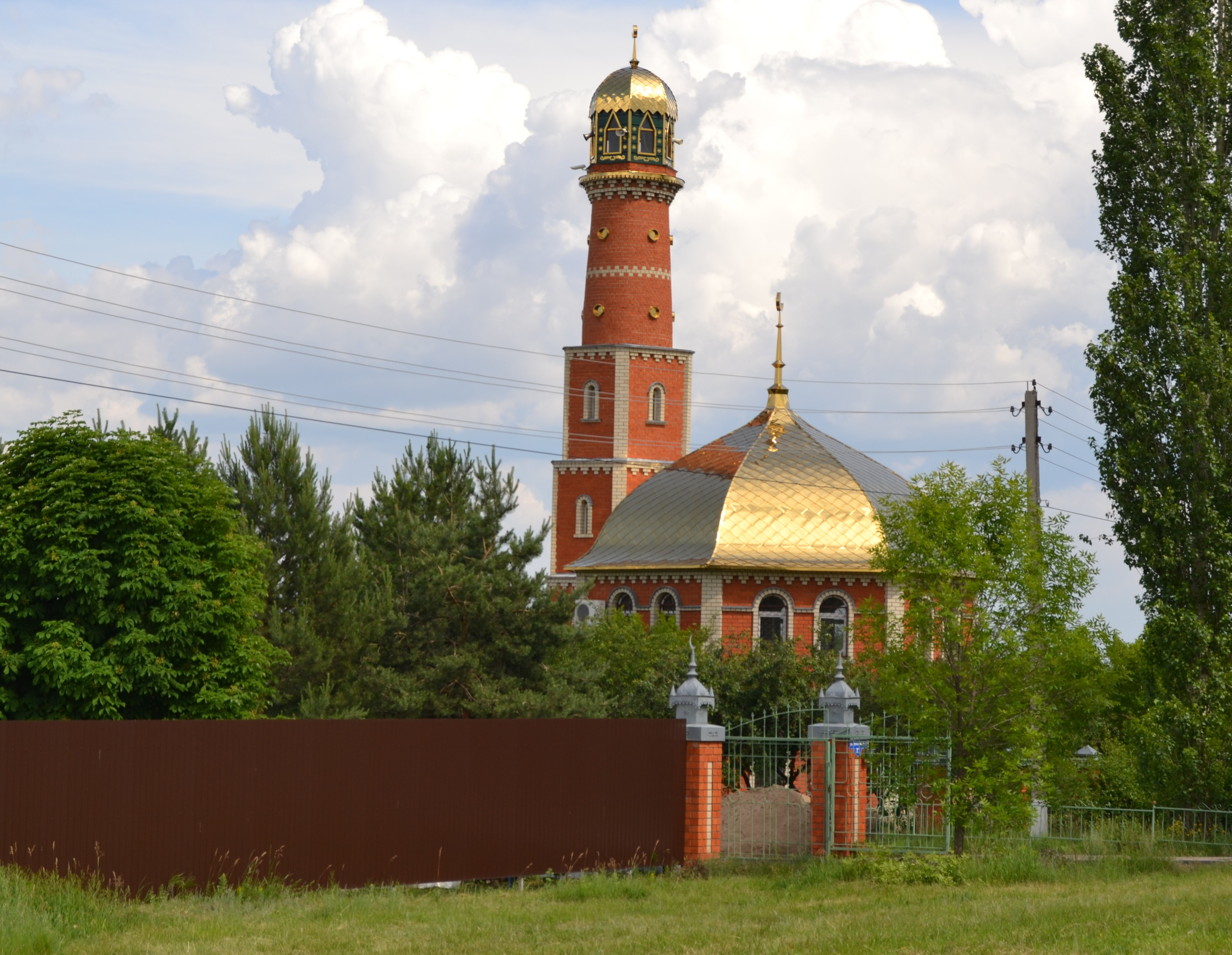
Мечеть Амина
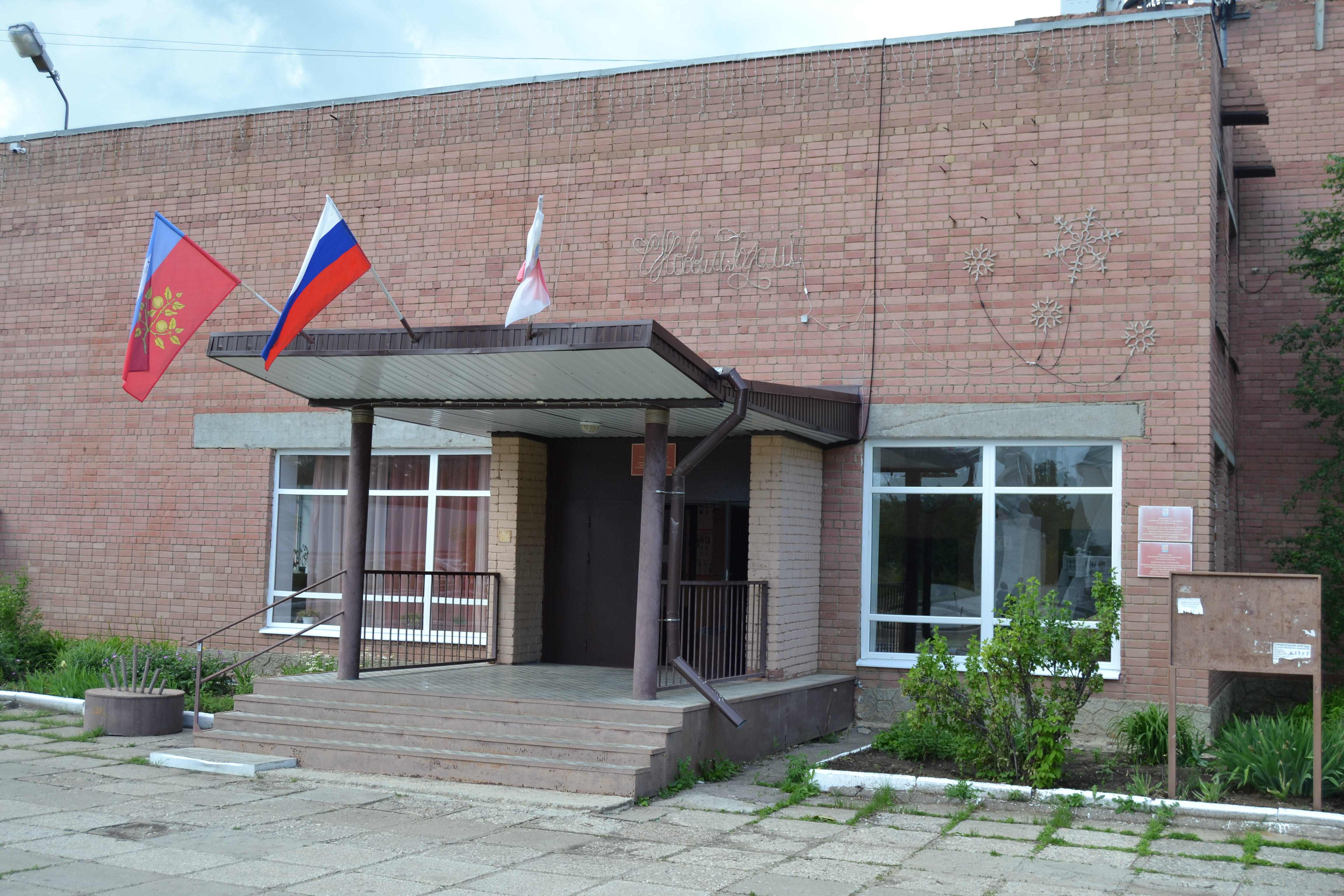
Дом культуры
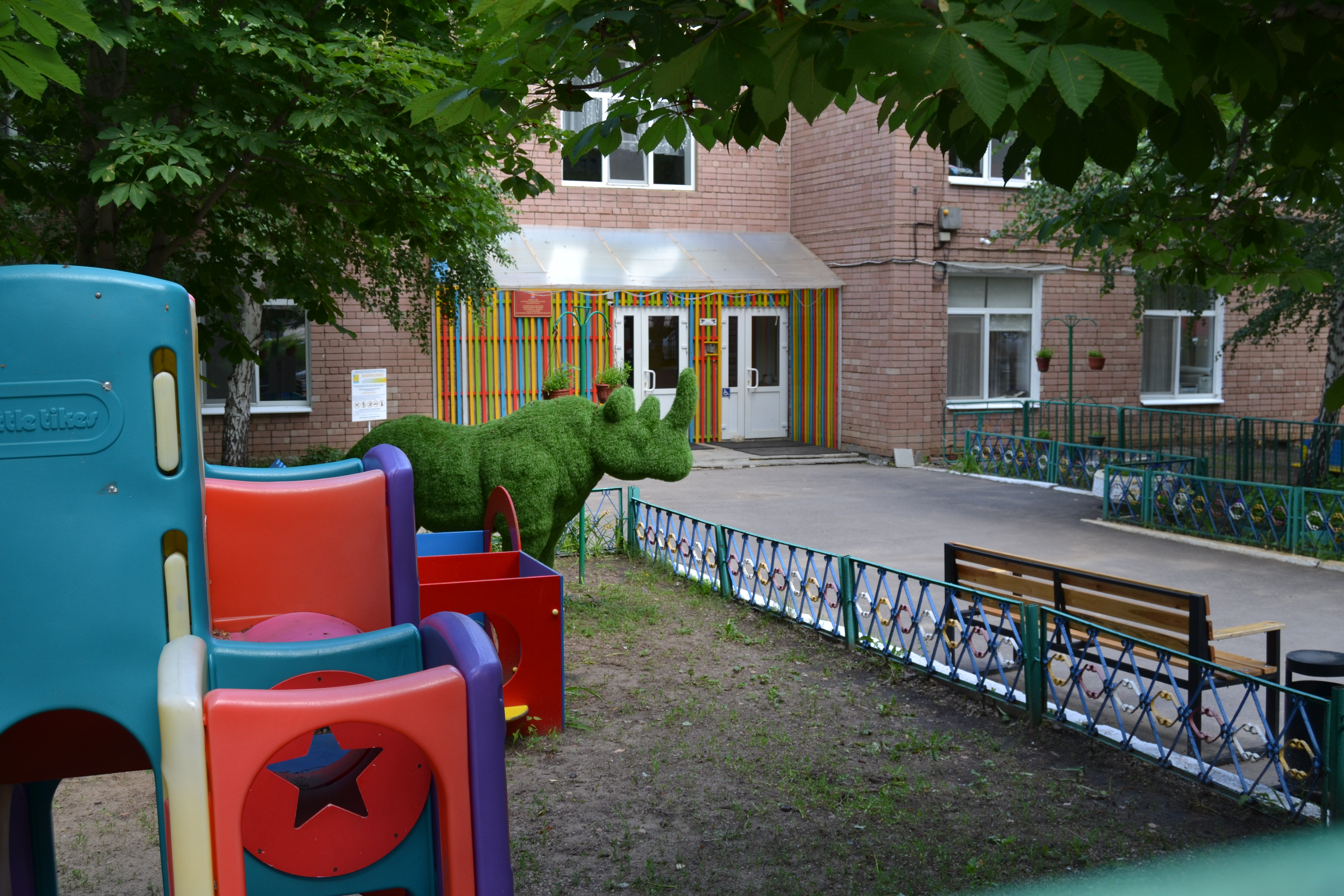
Детский сад

### Мемориальный комплекс

Мемориальный комплекс села
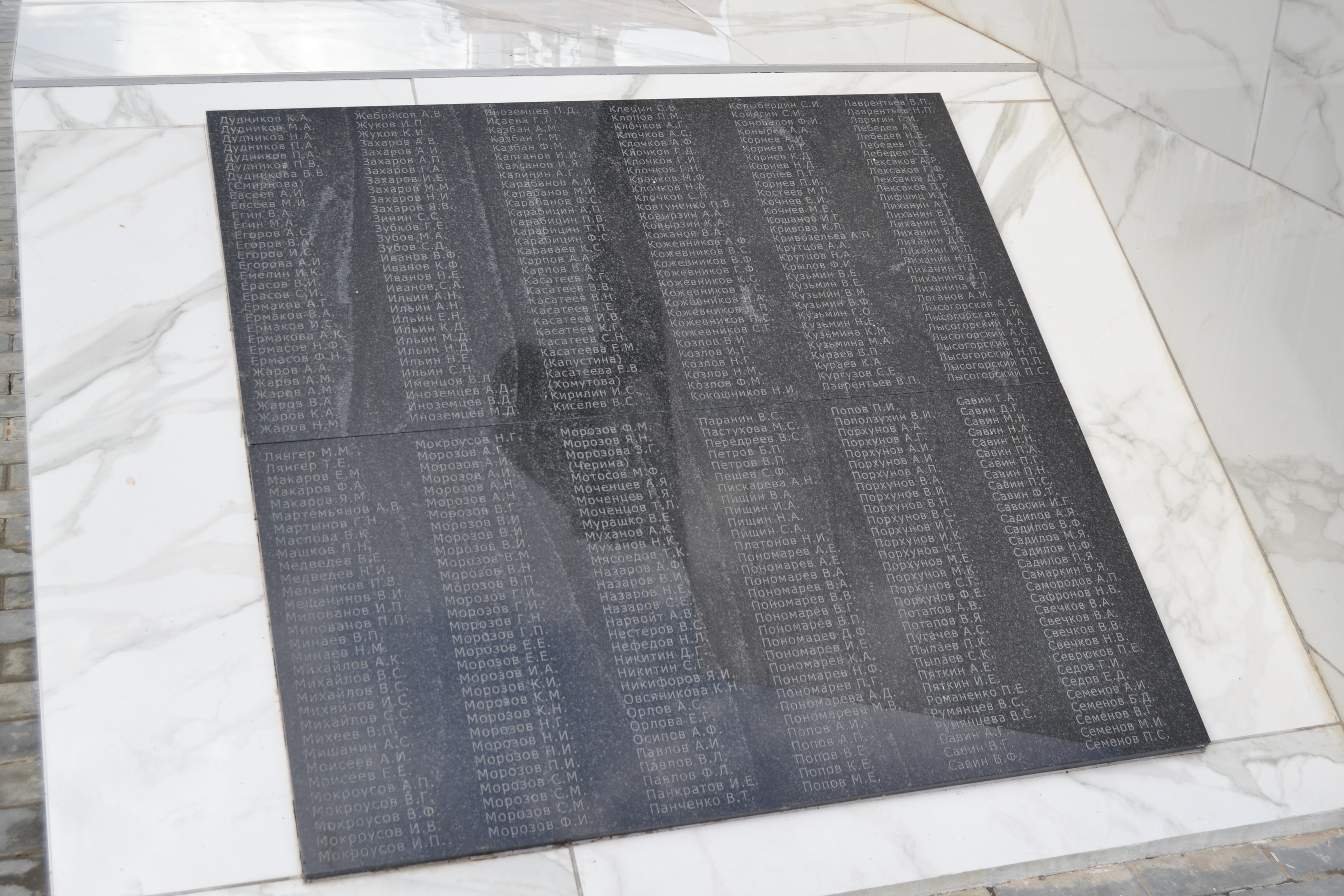
Списки земляков 1
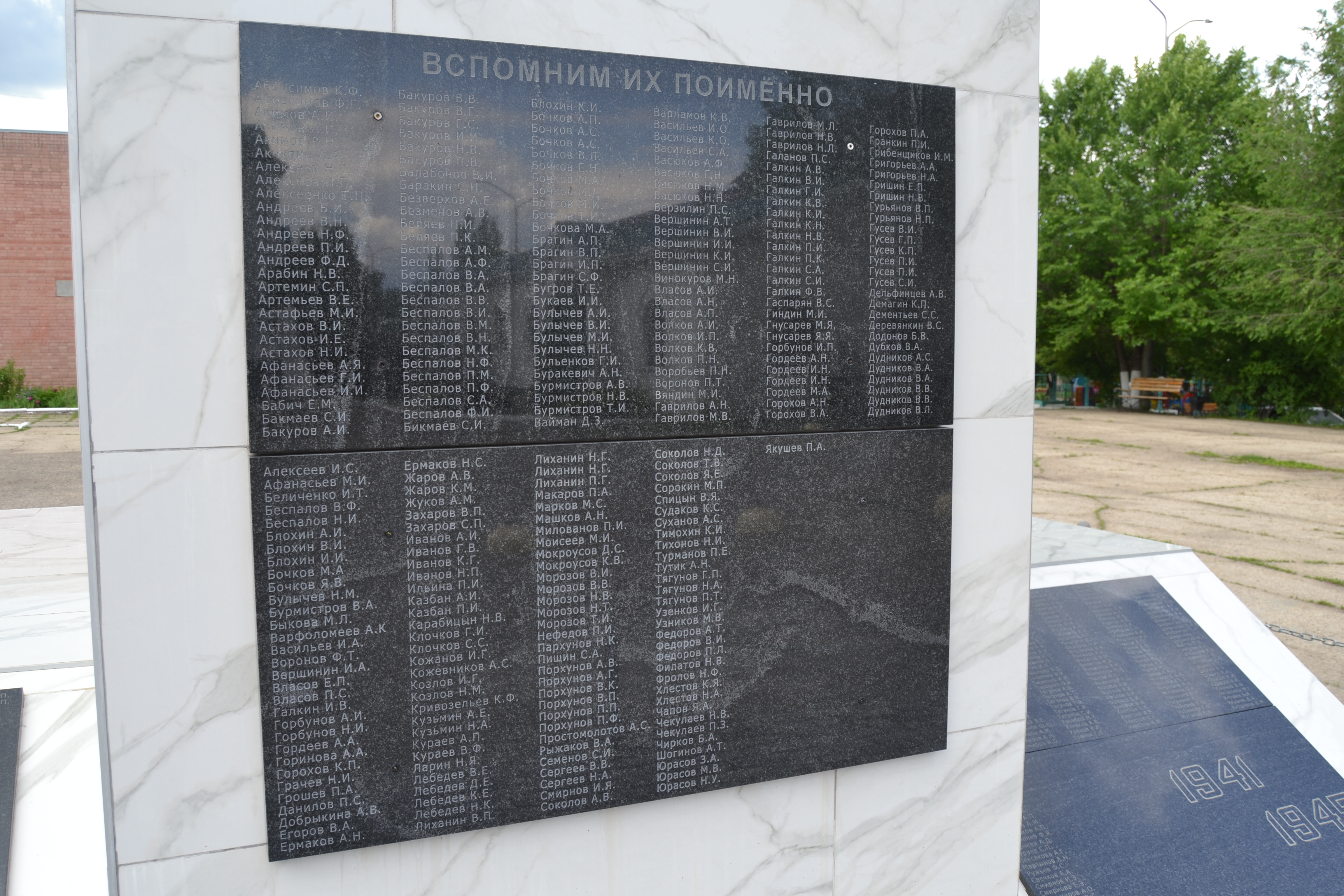
Списки земляков 2
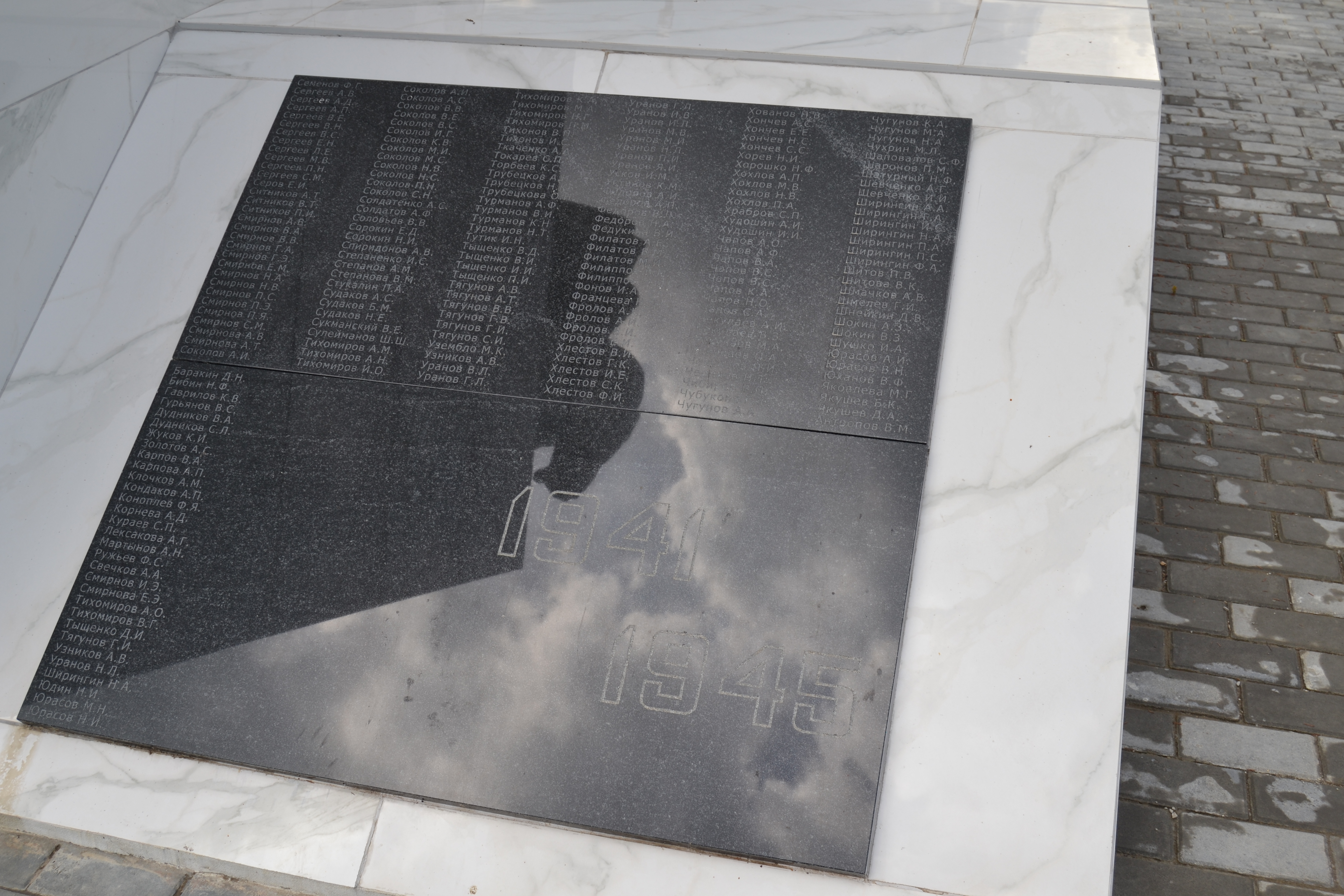
Списки земляков 3
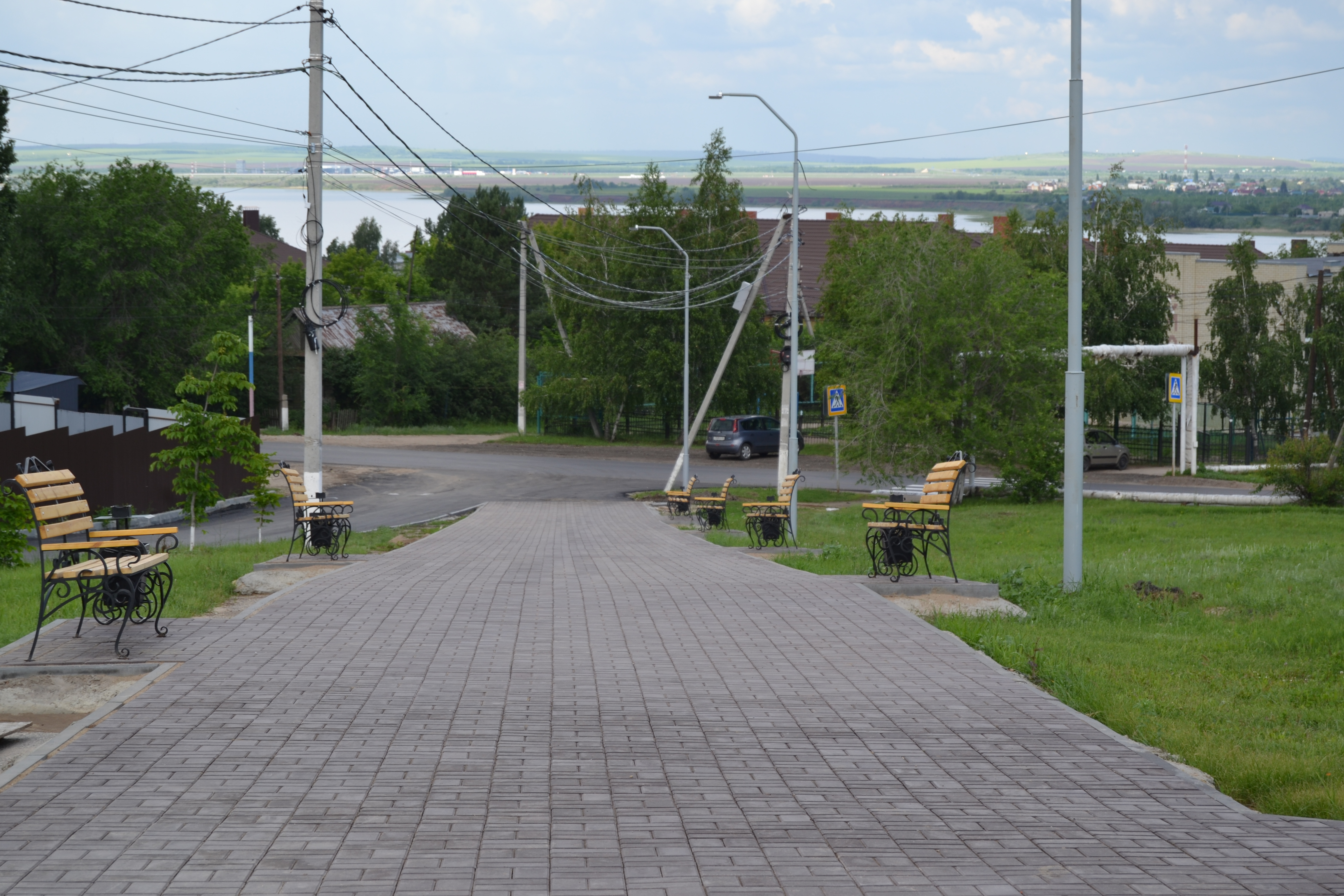
Пешеходная зона